# Kamen Rider Ex-Aid
Kamen Rider Ex-Aid (仮面ライダーエグゼイド, Kamen Raidā Eguzeido) é a vigésima sétima série de tokusatsu da franquia Kamen Rider e a décima oitava do período Heisei, está no ar desde 2 de outubro de 2016. É produzida pela Toei Company, e exibida pela TV Asahi no bloco Super Hero Time junto com Doubutsu Sentai Zyuohger e, posteriormente, com Uchu Sentai Kyuranger.

## Elenco
- Emu Hōjō/Kamen Rider Ex-Aid: Hiroki Iijima
- Hiiro Kagami/Kamen Rider Brave: Toshiki Seto
- Taiga Hanaya/Kamen Rider Snipe: Ukyo Matsumoto
- Kuroto Dan/Kamen Rider Genm: Tetsuya Iwanaga
- Asuna Karino/Kamen Rider Poppy: Ruka Matsuda
- Kiriya Kujō/Kamen Rider Lazer: Hayato Onozuka
- Nico Saiba/Ride Player Nico: Reina Kurosaki
- Parado/Kamen Rider Para-Dx: Shouma Kai
- Graphite: Shouma Machii
- Masamune Dan/Kamen Rider Cronus: Hiroyuki Takami
- Tsukuru Koboshi: Shohei Uno
- Ren Amagasaki: Shinya Kote
- Haima Kagami: Hanamaru Hakata
- Kyotaro Hinata: Hironobu Nomura
- Vozes do Rider Gashat e do Gashacon Weapon: Hironobu Kageyama
- Narrador, Ren Amagasaki/Lovrica Bugster, Vozes do Gashacon Bugvisor Ⅱ/Buggle Driver Ⅱ e do Gashat Kamen Rider Chronicle: Junichi Suwabe

### Participações especiais
- Ryōko Kitami (episódio 3): Sanae Hitomi
- Yoshitaka Nishiwaki (episódios 4 e 22}}: Takuya Negishi
- Riko Nishiwaki (episódio 4): Runa Natsui
- Koba (episódio 8): Tomonori Okano
- Minako Yamanaka (episódios 11 e 12): Hitomi Miwa
- Kazuki Shirakawa (episódios 13 e 14): Kohki Okada
- Heiji Uesugi (episódio 21): Taro Suwa
- Lucky (episódio 24): Takumi Kizu
- Sora Iwamoto (episódio 24): Miku Oono
- Kiryu Sento (episódio 44 e Kamen Rider Ex-Aid True Ending): Atsuhiro Inukai

## Músicas
Abertura
- "EXCITE"
- Letra & Composição: Kanata Okajima, Daichi Miura, Carpainter
- Arranjo: UTA, Carpainter
- Artista: Daichi Miura

Encerramento
- "Wish In the Dark"
- Artista: Hiroyuki Takami
- "Let's Try Together"
- Artista: Kamen Rider Girls
- "Pepole Game"
- Artista: Ruka Matsuda
- "Real Game"
- Artista:Rayflower
- "Justice"
- Artista: Hiroyuki Takami
- "Time of Victory"
- Artista: Kamen Rider Girls